# Kai47
Bernard Torelló (Barcelona, 1994), més conegut com a internet com a Kai47, és un youtuber català. Crea vídeos divulgatius en castellà sobre obres i sagues fantàstiques entre les quals destaquen Harry Potter, Joc de trons i El senyor dels anells.
L'any 2016 començà un canal de YouTube mentre estudiava a la Universitat de Barcelona. Sis anys més tard aconseguí crear una comunitat amb 922 mil subscriptors.
També ha escrit dos llibres de fantasia: El demonio de Arbennios (2021, 'El dimoni d'Arbennios') i La Sombra de Dreinlar (2022, 'L'Ombra de Dreinlar); i ha col·laborat amb el professor Martin Simonson al llibre Historia de Númenor y la Tierra Media de la Segunda Edad ('Història de Númenor i la Terra Mitjana de la Segona Edat').